# 무로란 야키토리

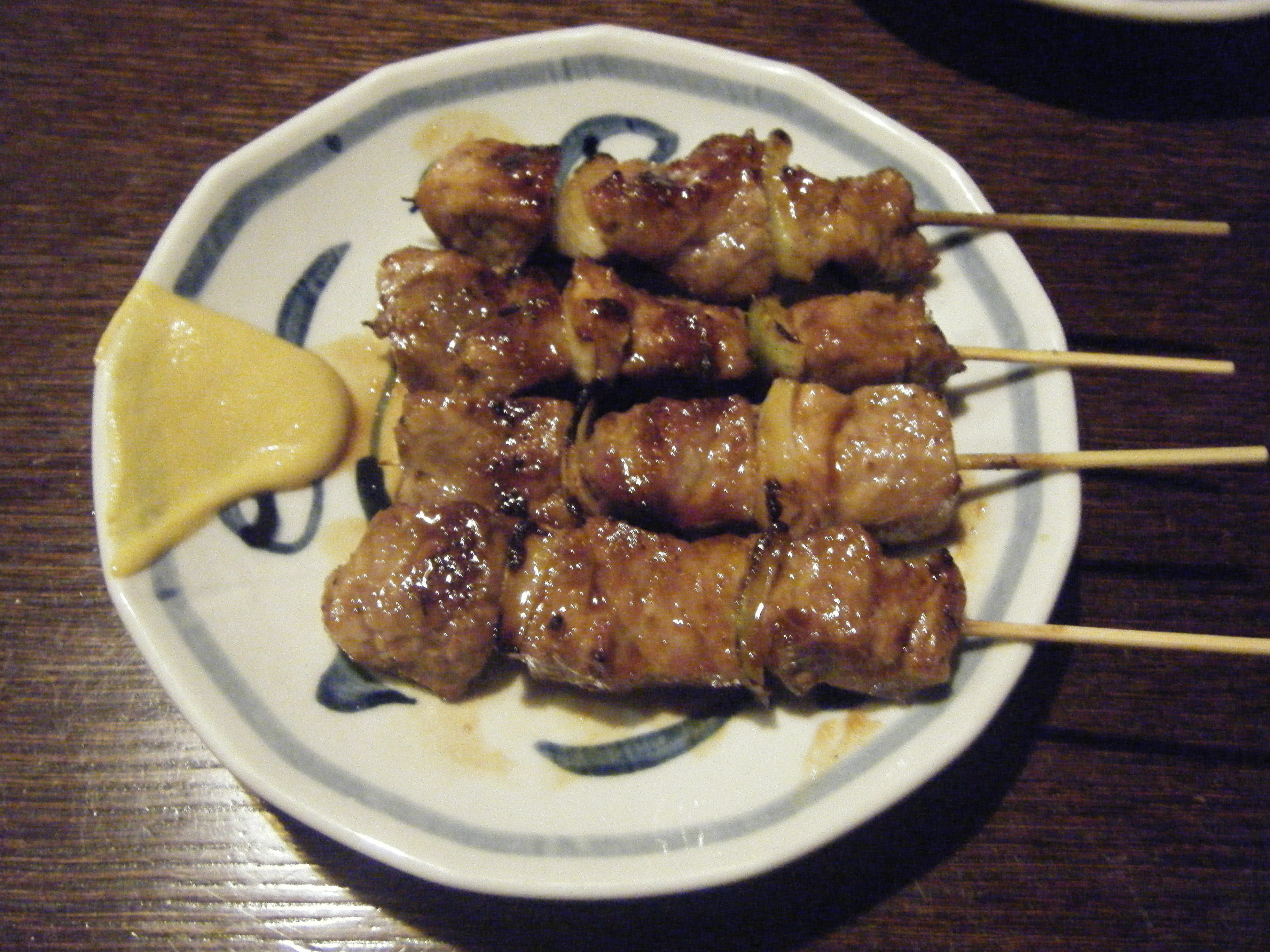
무로란 야키토리

무로란 야키토리(일본어: 室蘭やきとり)는 일본 홋카이도 무로란시의 돼지고기와 양파를 사용한 꼬치구이 요리 (야키토리)다. 돼지고기를 사용하지만 간토 지방에서 말하는 야키톤이라고는 부르지 않고, 닭고기와 부속 고기를 사용한 것과의 총칭으로 야키토리라고 불리고 있다.